# Peretítxikha
Peretítxikha (en rus: Перетычиха) és un poble del krai de Primórie, a l'Extrem Orient de Rússia, que en el cens del 2010 tenia 235 habitants.